# Denis Andrejewitsch Moissejew
Denis Andrejewitsch Moissejew (russisch Денис Андреевич Моисеев; * 10. Oktober 1992) ist ein russischer Naturbahnrodler. Er startet im Doppelsitzer mit Maxim Zwetkow und wurde 2011 Junioren-Europameister.

## Karriere
Denis Moissejew und sein Doppelsitzerpartner Maxim Zwetkow hatten ihren ersten internationalen Auftritt bei der Junioreneuropameisterschaft 2009 in Longiarü, wo sie den sechsten Platz belegten. Ebenfalls Sechste wurden sie im folgenden Jahr bei der Juniorenweltmeisterschaft 2010 in Deutschnofen. Zu Beginn der Saisonen 2009/2010 und 2010/2011 nahmen Zwetkow/Moissejew in Nowouralsk an jeweils einem Doppelsitzer-Weltcuprennen teil. Mit den Plätzen sieben und sechs wurden sie jeweils Vorletzte. Ihren bisher größten Erfolg feierten Denis Moissejew und Maxim Zwetkow bei der Junioreneuropameisterschaft 2011 in Laas, als sie mit der Bestzeit im zweiten Wertungslauf vor den Österreichern Christoph Regensburger und Dominik Holzknecht, die nach dem ersten Lauf noch in Führung lagen, Junioreneuropameister wurden.
In der Saison 2011/2012 bestritten Zwetkow/Moissejew kein Weltcuprennen, nahmen aber an der Europameisterschaft 2012 in Nowouralsk teil – ihrem ersten Titelkampf in der Allgemeinen Klasse. Sie belegten unter zehn gewerteten Doppelsitzerpaaren den neunten Platz.

## Erfolge

### Europameisterschaften
- Nowouralsk 2012: 9. Doppelsitzer

### Juniorenweltmeisterschaften
- Deutschnofen 2010: 6. Doppelsitzer

### Junioreneuropameisterschaften
- Longiarü 2009: 6. Doppelsitzer
- Laas 2011: 1. Doppelsitzer

### Weltcup
- 2 Top-10-Platzierungen in Doppelsitzer-Weltcuprennen